# 2022年加米施-帕滕基兴脱轨事故
2022年6月3日，一列行駛在慕尼黑-加米施-帕滕基兴铁路上的雙層列車在行駛至加米施-帕滕基兴以北的伯格兰附近的一個弯道時脱轨，結果造成5人死亡，44名乘客受伤。
事故中，4名年齡分別為32、39、51和70歲的女性和1名14歲的少年罹難，其中兩名婦女為來自烏克蘭的難民。
事故發生於五旬節假期前的最後一個周五，因此列車上乘載許多兒童。

## 過程
當地時間午間12：15左右，列車的五節車廂於伯格兰附近的彎道出軌，當時列車正於加米施-帕滕基興站和法爾先特站之間向北行駛。動力車組配置於該推拉式列車尾部。中間的三節車廂於法爾先特隧道前的聯邦公路23號和2號交界旁的路堤上滑落。出軌位置約距慕尼黑97.5（60.6英里）。